# Chailly-en-Gâtinais
Chailly-en-Gâtinais és un municipi francès, situat al departament del Loiret i a la regió de Centre – Vall del Loira. L'any 2007 tenia 662 habitants.

## Demografia

### Població
El 2007 la població de fet de Chailly-en-Gâtinais era de 662 persones. Hi havia 288 famílies, de les quals 76 eren unipersonals (40 homes vivint sols i 36 dones vivint soles), 104 parelles sense fills, 104 parelles amb fills i 4 famílies monoparentals amb fills.
La població ha evolucionat segons el següent gràfic:
Habitants censats

### Habitatges
El 2007 hi havia 420 habitatges, 286 eren l'habitatge principal de la família, 99 eren segones residències i 35 estaven desocupats. 396 eren cases i 20 eren apartaments. Dels 286 habitatges principals, 231 estaven ocupats pels seus propietaris, 44 estaven llogats i ocupats pels llogaters i 11 estaven cedits a títol gratuït; 7 tenien una cambra, 25 en tenien dues, 67 en tenien tres, 82 en tenien quatre i 105 en tenien cinc o més. 249 habitatges disposaven pel capbaix d'una plaça de pàrquing. A 119 habitatges hi havia un automòbil i a 150 n'hi havia dos o més.

### Piràmide de població
La piràmide de població per edats i sexe el 2009 era:
| Homes | Edats   | Dones |
| ----- | ------- | ----- |
| 0     | 95 o +  | 0     |
| 0     | 90 a 94 | 4     |
| 4     | 85 a 89 | 0     |
| 12    | 80 a 84 | 16    |
| 4     | 75 a 79 | 8     |
| 12    | 70 a 74 | 8     |
| 24    | 65 a 69 | 12    |
| 4     | 60 a 64 | 28    |
| 12    | 55 a 59 | 4     |
| 24    | 50 a 54 | 12    |
| 16    | 45 a 49 | 16    |
| 20    | 40 a 44 | 28    |
| 20    | 35 a 39 | 20    |
| 32    | 30 a 34 | 28    |
| 28    | 25 a 29 | 16    |
| 12    | 20 a 24 | 20    |
| 32    | 15 a 19 | 16    |
| 16    | 10 a 14 | 16    |
| 12    | 5 a 9   | 24    |
| 8     | 0 a 4   | 20    |

## Economia
El 2007 la població en edat de treballar era de 422 persones, 302 eren actives i 120 eren inactives. De les 302 persones actives 270 estaven ocupades (145 homes i 125 dones) i 32 estaven aturades (13 homes i 19 dones). De les 120 persones inactives 58 estaven jubilades, 31 estaven estudiant i 31 estaven classificades com a «altres inactius».

### Ingressos
El 2009 a Chailly-en-Gâtinais hi havia 292 unitats fiscals que integraven 700,5 persones, la mediana anual d'ingressos fiscals per persona era de 17.974 €.

### Activitats econòmiques
Dels 12 establiments que hi havia el 2007, 4 eren d'empreses de construcció, 4 d'empreses de comerç i reparació d'automòbils, 1 d'una empresa de transport, 1 d'una empresa d'hostatgeria i restauració, 1 d'una empresa d'informació i comunicació i 1 d'una empresa de serveis.
Dels 5 establiments de servei als particulars que hi havia el 2009, 1 era un taller de reparació d'automòbils i de material agrícola, 1 paleta, 1 guixaire pintor, 1 fusteria i 1 restaurant.
L'any 2000 a Chailly-en-Gâtinais hi havia 12 explotacions agrícoles que ocupaven un total de 612 hectàrees.

## Equipaments sanitaris i escolars
El 2009 hi havia una escola elemental integrada dins d'un grup escolar amb les comunes properes formant una escola dispersa.

## Poblacions més properes
El següent diagrama mostra les poblacions més properes.